# Radłowo Leśne
Radłowo Leśne (prononciation : [raˈdwɔvɔ ˈlɛɕnɛ]) est un hameau polonais de la gmina de Strzałkowo dans le powiat de Słupca de la voïvodie de Grande-Pologne dans le centre-ouest de la Pologne.
Il se situe à environ 7 kilomètres au nord de Strzałkowo (siège de la gmina), à 8 kilomètres au nord de Słupca (siège du powiat) et à 64 kilomètres à l'est de Poznań (capitale régionale).

## Histoire
De 1975 à 1998, le hameau faisait partie du territoire de la voïvodie de Konin.

Depuis 1999, Radłowo Leśne est situé dans la voïvodie de Grande-Pologne.